# Laperrière-sur-Saône
Laperrière-sur-Saône est une commune française située dans le canton de Brazey-en-Plaine du département de la Côte-d'Or en région Bourgogne-Franche-Comté.

## Géographie

### Localisation
La commune se trouve à mi-chemin entre Saint-Jean-de-Losne, chef-lieu du canton, et Auxonne, capitale du Val de Saône (11 km).
Elle se situe aussi à 13 km de Dole, sous-préfecture du Jura, à 48 km de Beaune, sous-préfecture de la Côte-d'Or, et à 46 km de Dijon, préfecture de la région Bourgogne-Franche-Comté.

### Géologie, relief et hydrographie
La commune appartient à la plaine alluviale du Val de Saône, aux sols constitués de cailloutis, de calcaires, et d'argiles bien aérés, boisés et comptant de nombreux biefs. Les principaux cours d'eau qui la traverse sont la Saône, la Noue et l'Orfenot. Le canal du Rhône au Rhin longe la commune sur sa limite sud-ouest.

### Climat
Pour des articles plus généraux, voir Climat de la Bourgogne-Franche-Comté et Climat de la Côte-d'Or.
En 2010, le climat de la commune est de type climat des marges montargnardes, selon une étude du Centre national de la recherche scientifique s'appuyant sur une série de données couvrant la période 1971-2000. En 2020, Météo-France publie une typologie des climats de la France métropolitaine dans laquelle la commune est exposée à un climat semi-continental et est dans la région climatique Bourgogne, vallée de la Saône, caractérisée par un bon ensoleillement (1 900 h/an), un été chaud (18,5 °C), un air sec au printemps et en été et des vents faibles.
Pour la période 1971-2000, la température annuelle moyenne est de 10,6 °C, avec une amplitude thermique annuelle de 17,5 °C. Le cumul annuel moyen de précipitations est de 907 mm, avec 11,9 jours de précipitations en janvier et 8,2 jours en juillet. Pour la période 1991-2020, la température moyenne annuelle observée sur la station météorologique de Météo-France la plus proche, « Tavaux Sa », sur la commune de Tavaux à 9 km à vol d'oiseau, est de 11,7 °C et le cumul annuel moyen de précipitations est de 868,7 mm,. Pour l'avenir, les paramètres climatiques de la commune estimés pour 2050 selon différents scénarios d'émission de gaz à effet de serre sont consultables sur un site dédié publié par Météo-France en novembre 2022.

### Accès
La commune est traversée par les routes D 24 (Maison-Dieu-Labergement-Foigney) et D 110C (Laperrière-sur-Saône-Abergement-la-Ronce), ainsi que par l'A36 (Beaune-Mulhouse-Ouest), dont le plus proche échangeur est Seurre-Saint-Jean-de-Losne à Pagny-le-Château, à 17 km.
Les gares ferroviaires les plus proches sont celles de Saint-Jean-de-Losne (Dijon-Bourg-en-Bresse), à 9,7 km, celle d'Auxonne (ligne de Dijon à Vallorbe), située à 12,5 km et celle de Dole (Dijon-Besançon), située à 13,5 km.
Enfin la commune est accessible par la Saône, bordant sa frontière nord-ouest, et le canal du Rhône au Rhin, bordant sa frontière ouest.

## Urbanisme

### Typologie
Au 1er janvier 2024, Laperrière-sur-Saône est catégorisée commune rurale à habitat dispersé, selon la nouvelle grille communale de densité à 7 niveaux définie par l'Insee en 2022.
Elle est située hors unité urbaine et hors attraction des villes,.

### Occupation des sols
L'occupation des sols de la commune, telle qu'elle ressort de la base de données européenne d’occupation biophysique des sols Corine Land Cover (CLC), est marquée par l'importance des territoires agricoles (60,6 % en 2018), une proportion sensiblement équivalente à celle de 1990 (60,8 %). La répartition détaillée en 2018 est la suivante : 
forêts (30,8 %), prairies (25,6 %), terres arables (25,1 %), zones agricoles hétérogènes (9,9 %), eaux continentales (4,3 %), zones urbanisées (3,9 %), zones humides intérieures (0,4 %). L'évolution de l’occupation des sols de la commune et de ses infrastructures peut être observée sur les différentes représentations cartographiques du territoire : la carte de Cassini (XVIIIe siècle), la carte d'état-major (1820-1866) et les cartes ou photos aériennes de l'IGN pour la période actuelle (1950 à aujourd'hui).

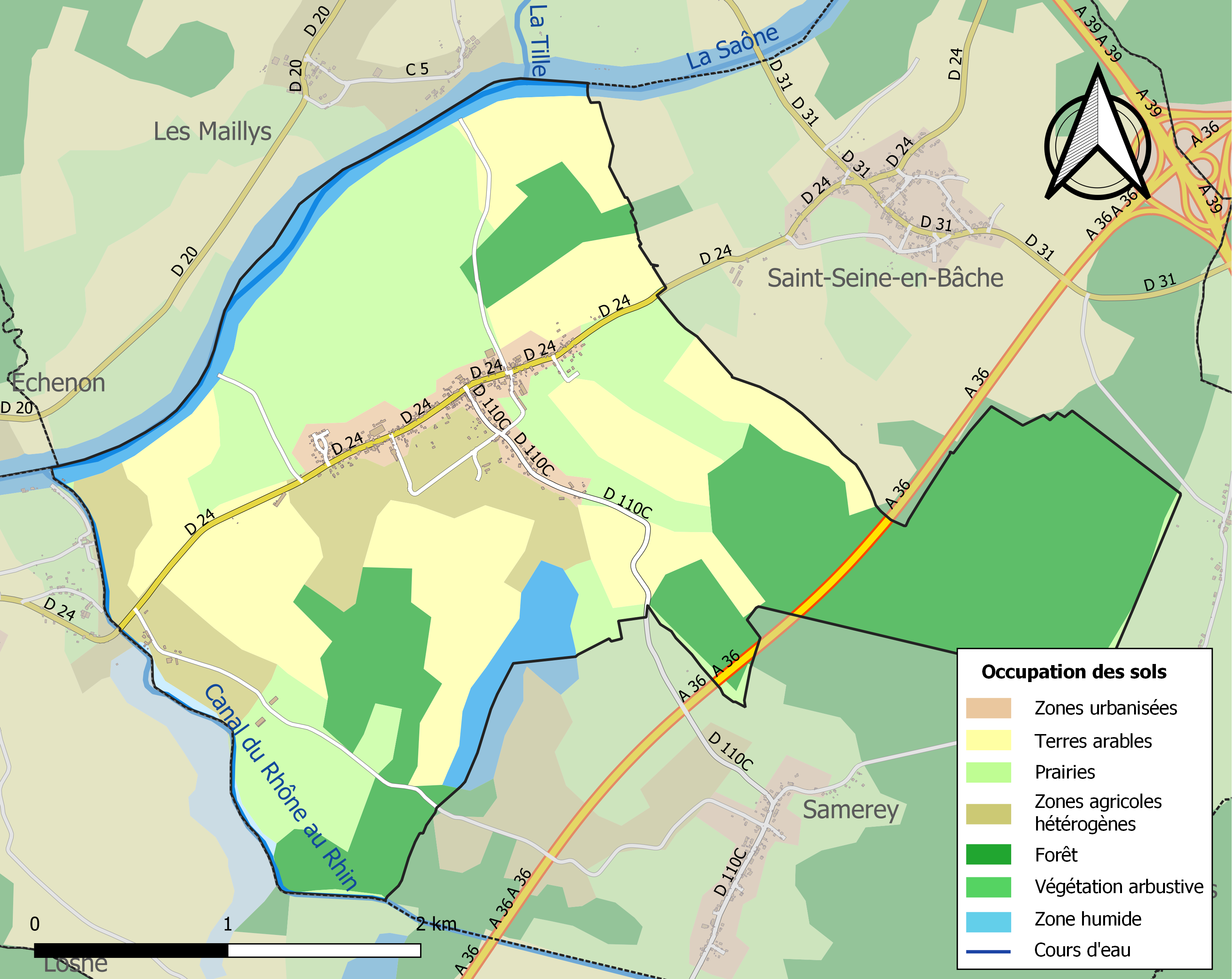
Carte des infrastructures et de l'occupation des sols de la commune en 2018 (CLC).

## Histoire
De fondation romaine, Laperrière devient, entre le milieu du XIIIe siècle et la fin du XVe siècle, le siège d'une châtellenie ducale, englobant les villages voisins, puis un marquisat jusqu'à sa dislocation à la fin du XVIIIe siècle. Elle constitue une commune depuis 1790.

## Politique et administration
| Période | Période  | Identité               | Étiquette | Qualité                                          |
| ------- | -------- | ---------------------- | --------- | ------------------------------------------------ |
|         | 1800     | M. Jean Lapostolle     |           |                                                  |
| 1800    | 1821     | M. Jean Fleury         |           |                                                  |
| 1821    | 1821     | M. Pierre Gueritée     |           |                                                  |
| 1821    | 1835     | M. Pierre Moreaux      |           |                                                  |
| 1835    | 1839     | M. Pierre Pain         |           |                                                  |
| 1839    | 1846     | M. Pierre Moreaux      |           |                                                  |
| 1846    | 1847     | M. Bon Bretin          |           |                                                  |
| 1847    | 1848     | M. Étienne Lapostolle  |           |                                                  |
| 1848    | 1849     | M. Étienne Roquelet    |           |                                                  |
| 1849    | 1855     | M. Étienne Lapostolle  |           |                                                  |
| 1855    | 1870     | M. Pierre Moreaux      |           |                                                  |
| 1870    | 1871     | M. Jean Jovignot       |           |                                                  |
| 1871    | 1876     | M. Étienne Seron       |           |                                                  |
| 1876    | 1880     | M. Jean Metier         |           |                                                  |
| 1880    | 1896     | M. Étienne Goillot     |           |                                                  |
| 1896    | 1904     | M. Étienne Buguet      |           |                                                  |
| 1904    | 1907     | M. Michel Pain         |           |                                                  |
| 1907    | 1912     | M. Jules Fleuret       |           |                                                  |
| 1912    | 1941     | M. Alphonse Faivre     |           |                                                  |
| 1941    | 1944     | M. Camille Pertuy      |           |                                                  |
| 1944    | 1947     | M. Virgile Chambelland |           |                                                  |
| 1947    | 1965     | M. Gabriel Ravier      |           |                                                  |
| 1965    | 1979     | M. Paul Leboeuf        |           |                                                  |
| 1979    | 1989     | M. Gaston Charraut     | PS        |                                                  |
| 1989    | 2001     | M. Paul Vachet-Leboeuf |           |                                                  |
| 2001    | en cours | M. Jean-Luc Soller     | DVG       | Ingénieur Président de la Communauté de Communes |

## Démographie
L'évolution du nombre d'habitants est connue à travers les recensements de la population effectués dans la commune depuis 1793. Pour les communes de moins de 10 000 habitants, une enquête de recensement portant sur toute la population est réalisée tous les cinq ans, les populations de référence des années intermédiaires étant quant à elles estimées par interpolation ou extrapolation. Pour la commune, le premier recensement exhaustif entrant dans le cadre du nouveau dispositif a été réalisé en 2008.

En 2022, la commune comptait 429 habitants, en évolution de −0,46 % par rapport à 2016 (Côte-d'Or : +0,82 %, France hors Mayotte : +2,11 %).
| 1793 | 1800 | 1806 | 1821 | 1836 | 1841 | 1846 | 1851 | 1856 |
| ---- | ---- | ---- | ---- | ---- | ---- | ---- | ---- | ---- |
| 490  | 522  | 575  | 542  | 588  | 626  | 649  | 630  | 566  |

| 1861 | 1866 | 1872 | 1876 | 1881 | 1886 | 1891 | 1896 | 1901 |
| ---- | ---- | ---- | ---- | ---- | ---- | ---- | ---- | ---- |
| 568  | 596  | 548  | 524  | 525  | 502  | 451  | 445  | 423  |

| 1906 | 1911 | 1921 | 1926 | 1931 | 1936 | 1946 | 1954 | 1962 |
| ---- | ---- | ---- | ---- | ---- | ---- | ---- | ---- | ---- |
| 378  | 340  | 274  | 294  | 289  | 267  | 268  | 296  | 303  |

| 1968 | 1975 | 1982 | 1990 | 1999 | 2006 | 2008 | 2013 | 2018 |
| ---- | ---- | ---- | ---- | ---- | ---- | ---- | ---- | ---- |
| 267  | 239  | 273  | 325  | 301  | 387  | 412  | 419  | 442  |

| 2022 | - | - | - | - | - | - | - | - |
| ---- | - | - | - | - | - | - | - | - |
| 429  | - | - | - | - | - | - | - | - |

## Économie
L'économie de la commune repose essentiellement sur l'artisanat, l'agriculture et l'hôtellerie.

## Lieux et monuments

### Patrimoine religieux
- Église Sainte-Marie-Madeleine, contenant un ensemble du XVIIIe siècle comprenant : un maître-autel en bois polychrome, un tabernacle à ailes et une exposition, un retable et un décor de drapé, un tableau de Sainte-Marie-Madeleine, et des boiseries sculptées polychromes du chœur, classés monument historique au titre objet depuis le 4 février 1999[44]; ainsi que trois canons d’autel classés depuis 2003[45].

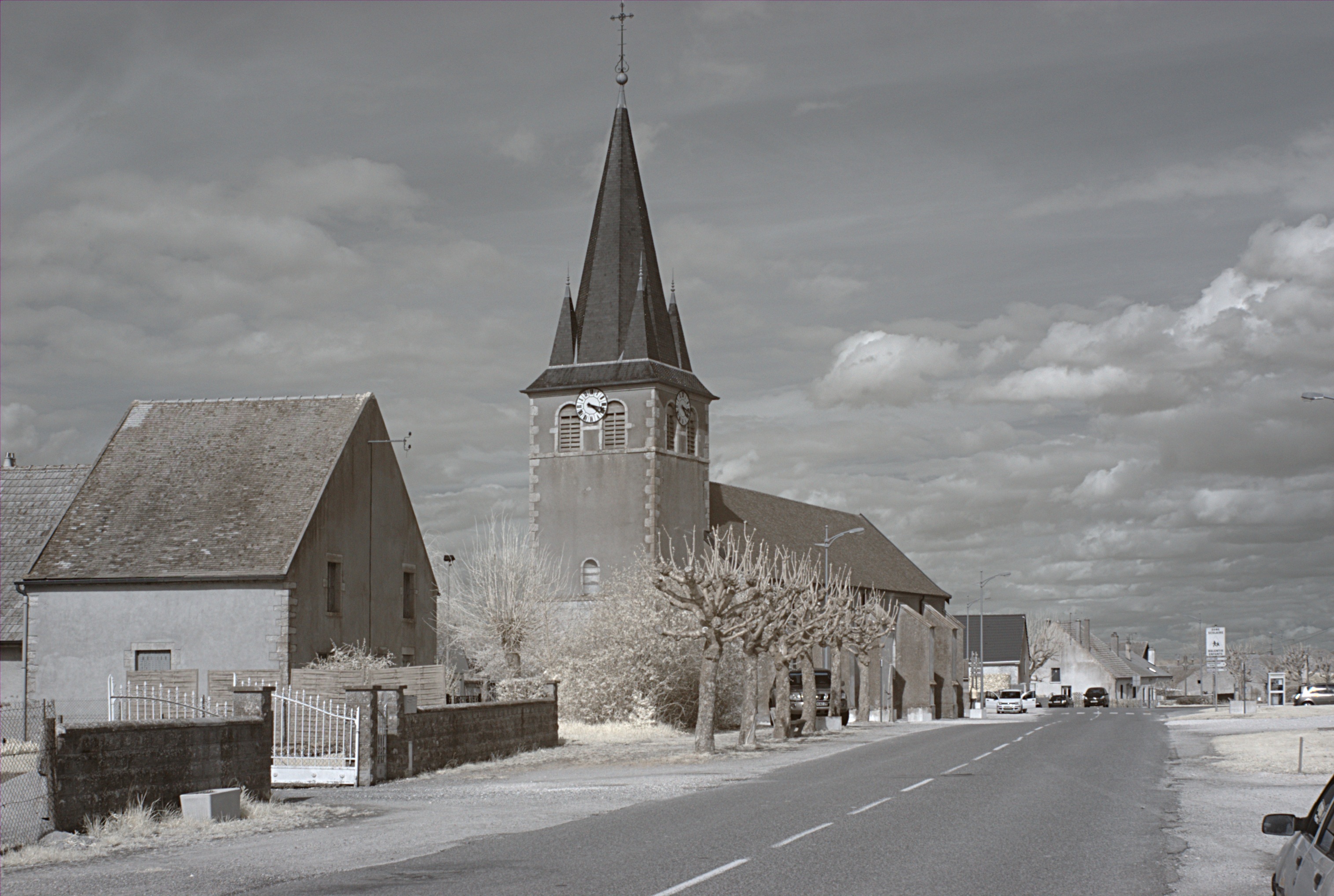
Église Sainte-Marie-Madeleine.

### Patrimoine civil
- Vestiges d'une voie romaine.
- Substruction et plate-forme du château médiéval.
- Demeures des XVIIIe et XIXe siècles.
- Mairie (XIXe siècle).
- Monuments aux morts (XXe siècle).

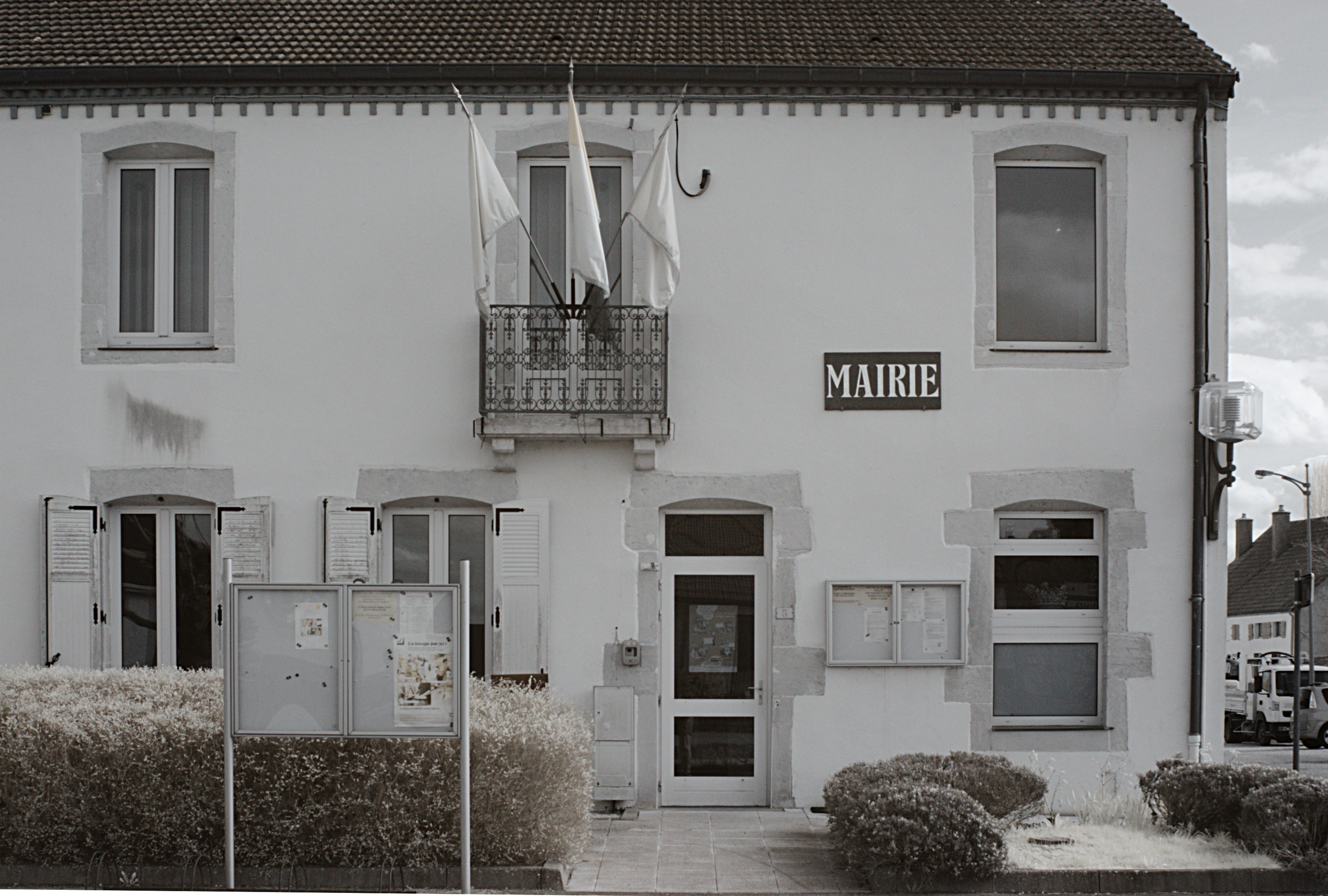
Mairie.
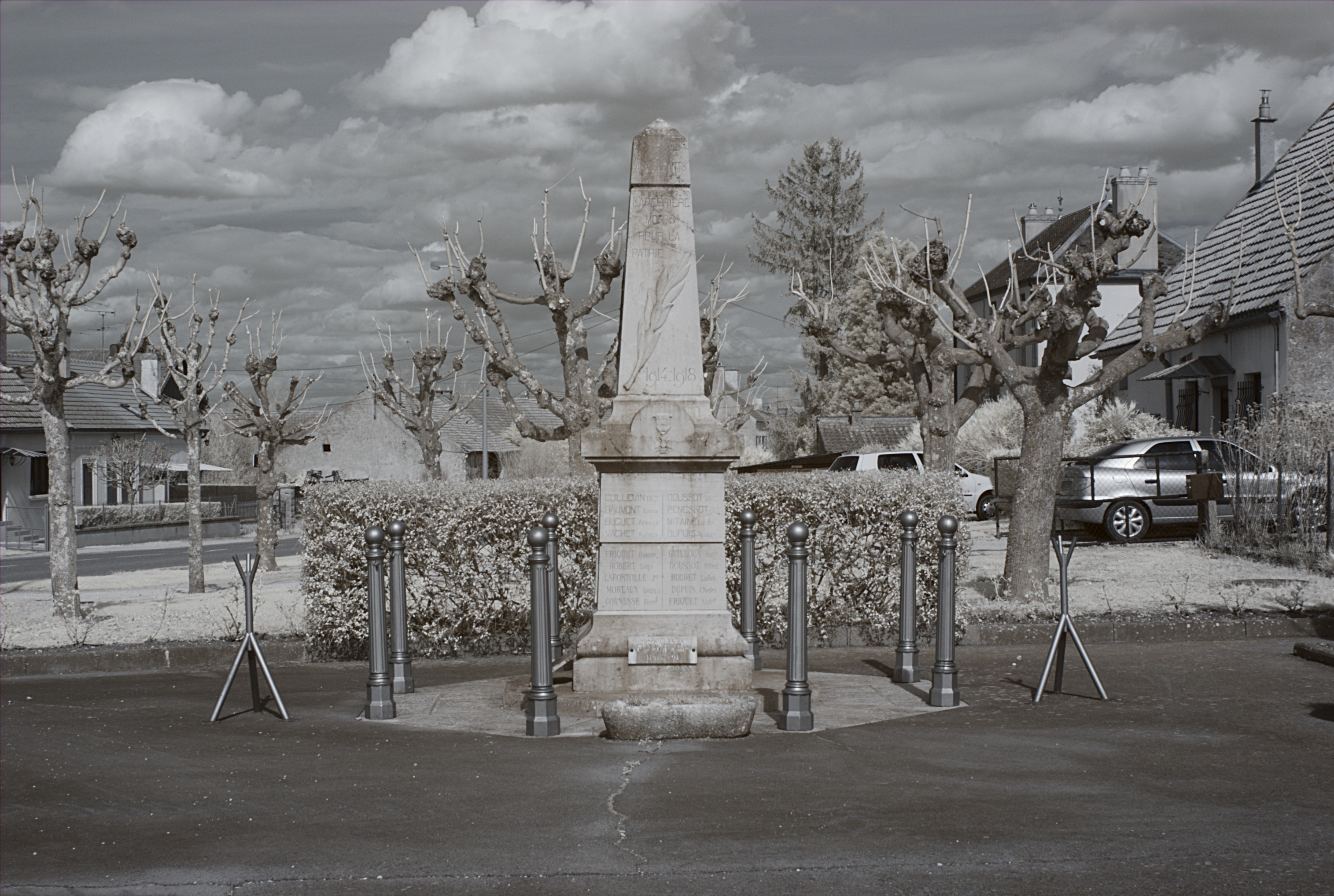
Monument aux morts.

## Personnalités liées à la commune
- Ducs de Bourgogne, d’Hugues IV (1218) à Charles le Téméraire (1477), seigneurs de Laperrière.
- Philippe de Bourgogne, fils du duc Eudes IV, sa mère, la duchesse de Bourgogne Jeanne de France, et sa tante, la comtesse de Flandres Marguerite de France, séjournent quelques jours, en 1345, au château de Laperrière[46].
- Jeanne de Boulogne, comtesse d’Auvergne et de Boulogne, comtesse d’Artois par son mariage avec Philippe « Monsieur » de Bourgogne, mère du duc Philippe Ier de Bourgogne, régente de Bourgogne (1349-1353), et reine de France (1350-1360) par son mariage avec le roi Jean II le Bon, est propriétaire de la châtellenie de Laperrière le temps de sa régence[46].
- Jean de France, duc de Normandie, comte d'Anjou, du Maine et de Poitiers, seigneur des conquêtes de Languedoc et de Saintonge, roi de France (1350-1364), et régent de Bourgogne (1353-1361), est propriétaire de la châtellenie de Laperrière, le temps de sa régence[23].
- Guy III de Pontailler, chevalier, seigneur de Talmay et de Mantoche, maréchal de Bourgogne, et capitaine du château de Laperrière (1364)[47].
- Henri du Risoir et Suzanne de Brabant, enfants naturels du duc Philippe II de Bourgogne, dit « le Hardi » et de sa maîtresse Marie d'Auberchicourt, dame du Risoir et de Bernissart, qui résident quelques jours, en 1388, au château de Laperrière[48].
- Pierre de Masière dit Jobin, capitaine de Laperrière (v. 1414) et écuyer-tranchant de la duchesse de Bourgogne[49].
- Antoine de Toulongeon (1385-1432) : seigneur de Buxy, La Bastie, Montrichard et Traves, chevalier, conseiller, chambellan du duc de Bourgogne (v. 1418), maréchal de Bourgogne, et gouverneur des pays de Bourgogne et de Charolais (1427).

Il est également temporairement capitaine et garde de Troyes, Champagne et Brie (1418), ambassadeur du duc de Bourgogne en Angleterre et en France (1420), gouverneur de la maréchaussée de Bourgogne (v. 1423), et capitaine de Laperrière (v.1430).
Il est enfin l’un des grands chefs militaires bourguignons de la guerre de Cent Ans, et fait partie des premiers chevaliers décoré de l'Ordre de la Toison d'or (1431). 
- Jean Sans Peur, duc de Bourgogne, séjourne quelques jours au château de Laperrière, en 1415[17].
- Marguerite de Bavière, (1363-1423), duchesse de Bourgogne, veuve de Jean Sans Peur, reçoit de son fils Philippe le Bon, la jouissance de la châtellenie de Laperrière entre 1420 et 1423[51].
- Isabelle de Portugal, duchesse de Bourgogne, reçoit de son époux Philippe le Bon, la jouissance de la châtellenie de Laperrière entre 1430 et 1471[52].
- Jean Fraignot : conseiller, receveur général de toutes les finances du duc de Bourgogne, incarcéré au château de Laperrière en 1432, pour des prélèvements malhonnêtes[46].
- Jean de Poitiers, seigneur d’Arcy, chevalier, conseiller du duc de Bourgogne, et capitaine de Laperrière (v.1433)[50].
- Marguerite d'York, duchesse de Bourgogne, veuve de Charles le Téméraire, reçoit de sa belle-fille, Marie de Bourgogne, héritière des terres germaniques de l’ « État bourguignon », la jouissance de la châtellenie de Laperrière entre 1477 et 1502[17].
- Marguerite d'Autriche, (1480-1530), archiduchesse d'Autriche, successivement princesse de Bourgogne, fille de France, infante d'Espagne, duchesse de Savoie, et gouvernante des Pays-Bas ; fille de Marie de Bourgogne, jouit de la châtellenie de Laperrière entre 1507 et 1516[17].
- Jeanne de Hochberg, vicomtesse d’Abberville, comtesse de Neuchâtel, comtesse de Montgommery, comtesse de Tancarville, marquise de Rothelin, duchesse de Longueville, et princesse du Châlet-Aillon; jouit du marquisat de Laperrière entre 1516 à 1543.
- Charlotte d’Orléans, comtesse de Genève, duchesse de Nemours; jouit du marquisat de Laperrière entre 1543 et 1549.
- Jacques de Savoie-Nemours, duc de Nemours; jouit du marquisat de Laperrière v 1550.
- Jeanne de Savoie-Nemours, comtesse de Vaudémont, duchesse de Lorraine et de Bar; jouit du marquisat de Laperrière v. 1555.
- Philippe-Emmanuel de Lorraine, baron d’Anceny, marquis de Nomeny, duc de Mercœur et de Penthièvre, pair de France, prince du Saint-Empire et de Martigues; jouit du marquisat de Laperrière entre 1565 et 1602.
- Françoise de Lorraine, duchesse de Vandôme, d’Étampes et de Beaufort; jouit du marquisat de Laperrière entre 1602 et 1620.
- Roger II de Saint-Lary, baron de Termes, marquis de Versoy, duc de Bellegarde, et gouverneur de Bourgogne, grand écuyer de France, et pair de France; jouit du marquisat de Laperrière entre 1620 et 1646.
- Henri II de Bourbon-Condé, comte de Sancerre, duc de Montmorency, duc d'Albret, duc d'Enghien, duc de Bellegarde, prince de Condé, et gouverneur de Bourgogne, pair de France, grand veneur de France, grand louvetier de France, et premier prince du sang; jouit du marquisat de Laperrière en 1646.
- Louis II de Bourbon-Condé, comte de Sancerre et de Charolais, duc de Bourbon, Montmorency, d’Enghien, de Châteauroux, de Fronsac et de Bellegarde, prince de Condé, pair de France et premier prince du sang; jouit du marquisat de Laperrière entre 1646 et 1661.
- Nicolas René de Goureault du Mont, jouit du marquisat entre 1661 et 1681.
- Catherine de Hautoy, jouit de la moitié du marquisat entre 1681 et 1691.
- Louis de Goureault du Mont, son fils, jouit de la moitié du marquisat entre 1681 et 1691.
- Anne-Antoinette de Goureault du Mont, sœur du précédent, et François de Bonenfant, seigneur de Magny-le-Freule, de la Brette, de la Morinière, de Hauville, d’Ouésy, de Biéville, de Quétiéville, et en partie de Mesnil-Villers, jouissent du marquisat jusqu'en 1714.
- Edme Lamy, procureur à la Chambre des comptes de Dijon, receveur des épices, receveur général du taillon de Bourgogne, et secrétaire du roi, jouit du marquisat entre 1714 et 1734.
- Claude Lamy, jouit du marquisat entre 1734 et 1752
- Philiberte Lamy, jouit de Laperrière et Saint-Symphorien jusqu'en 1757
- Jean Armand Barbin de Broyes, baron d’Autry et comte de Broyes, achète les terres de Philiberte Lamy en 1757, et sa famille en jouit jusqu'à la Révolution.
- Louis IV de Bourbon-Condé, comte de Sancerre, duc de Bourbon, d'Enghien, de Bellegarde, et de Guise, prince de Condé, et pair de France; est venu inaugurer la portion bourguignonne du canal du Rhône au Rhin en 1734[53].
- Pierre Coste, riche bourgeois et maire de Saint-Jean-de-Losne. Achète le château de Laperrière en 1796.
- Valéry Giscard d'Estaing, président de la République française, est venu à l'écluse, le 7 novembre 1974, pour parler du projet du Grand canal[34].

## Héraldique
| Blason de Laperrière-sur-Saône | Blason  | D'azur à trois lézards d'argent deux et un, au chef parti, au I d'azur semé de fleurs de lys d'or à la bordure componée d'argent et de gueules, au II bandé d'or et d'azur de six pièces à la bordure de gueules. |
| Blason de Laperrière-sur-Saône | Détails | Il mêle aux armes des ducs de Bourgogne, celles de la famille Lamy, marquis de Laperrière, dans la première moitié du XVIIIe siècle. Le statut officiel du blason reste à déterminer.                             |